# 가사하라촌 (시즈오카현)
가사하라촌(笠原村)은 시즈오카현의 서부, 기토군・오가사군에 속했던 촌이다.

## 역사
- 1889년 4월 1일 - 정촌제 시행에 의해 기토군 가사하라촌이 성립하였다.
- 1896년 4월 1일 - 군 개편에 의해 오가사군에 속하게 되었다.
- 1956년 9월 30일 - 야마자키의 일부가 오스카정에, 오카자키 및 야마자키의 잔부가 이와타군 후쿠로이정에 분할 편입되어 동일 가사하라촌은 폐지되었다. 현재는 가케가와시·후쿠로이시의 쌍방에 오오지 야마자키가 존재한다.

## 교통

### 철도
- 시즈오카 철도
  - 슨엔선

## 참고문헌
- 角川日本地名大辞典 22 静岡県